# Yōga

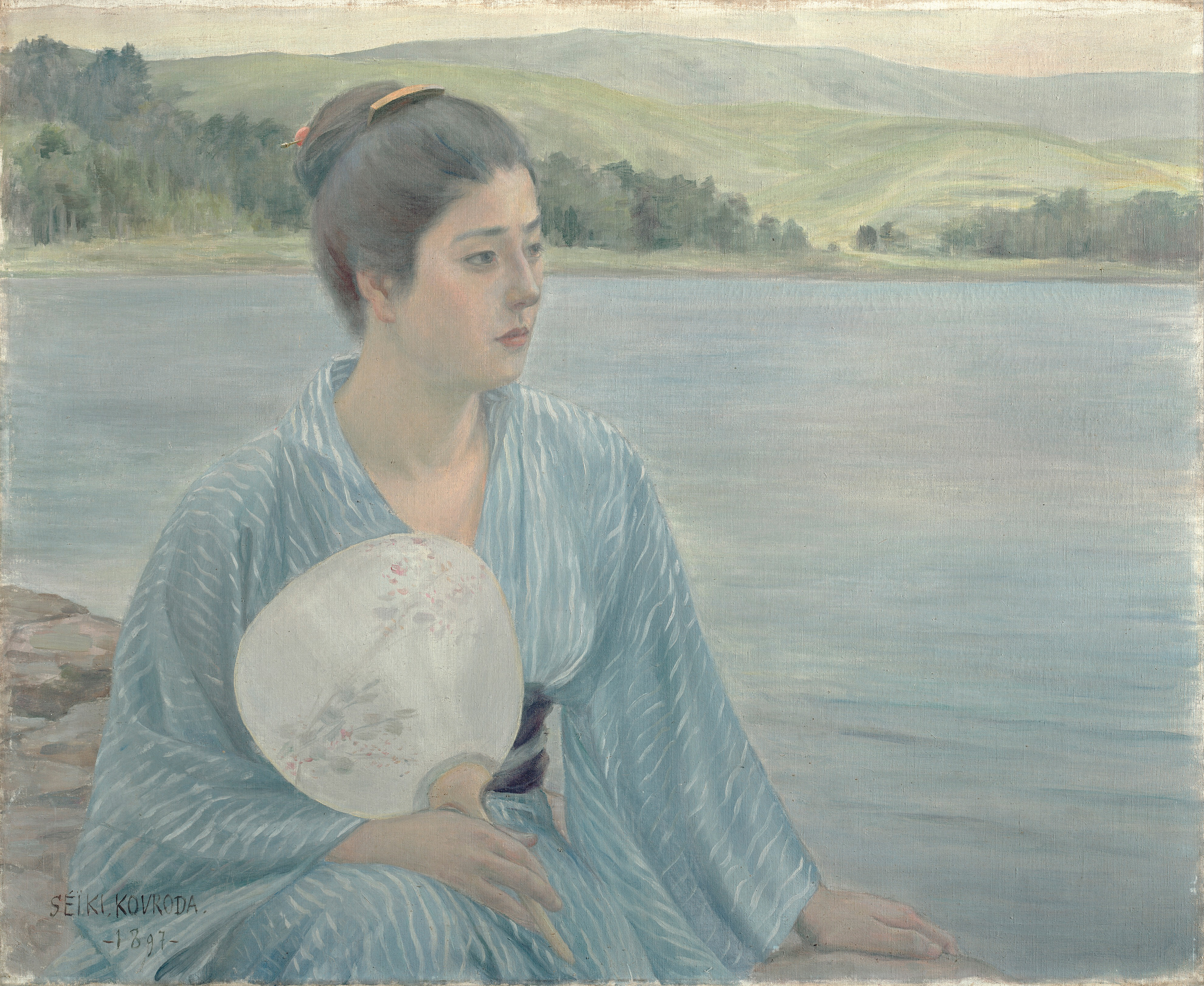
Margem do lago (湖畔), por Kuroda Seiki (1897)

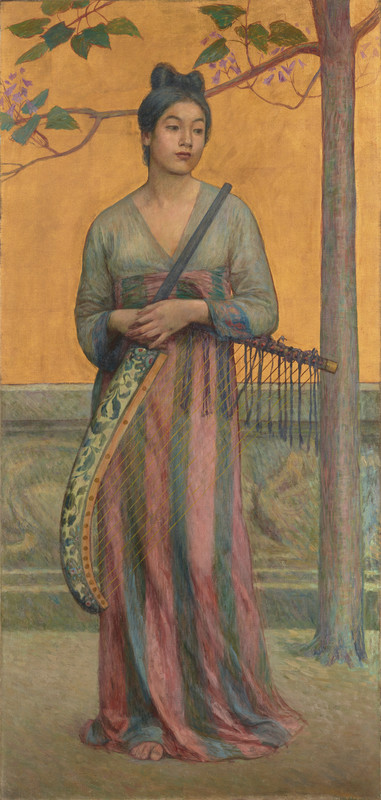
Reminiscência da Era Tempyo (天平の面影), por Fujishima Takeji (1902)

Yōga (洋画, Yōga) literalmente, "pinturas de estilo ocidental" é um estilo de pintura de artistas japoneses, feitas em conformidade com convenções tradicionais, técnicas e materiais ocidentais (europeus). O termo foi cunhado no período Meiji, para distinguir tais obras das pinturas japonesas tradicionais, ou Nihonga (日本画) 

## História
A pintura europeia foi introduzida no Japão durante o final do período Muromachi, juntamente com os missionários cristãos. Obras religiosas de artistas japoneses imitando as obras trazidas pelos missionários podem ser consideradas uma das formas mais antigas de Yōga. No entanto, a política nacional de reclusão introduzida pelo xogunato Tokugawa no período Edo efetivamente acabou com a influência da arte  ocidental na pintura japonesa, com exceção do uso da perspectiva, que foi descoberta por artistas japoneses em esboços encontrados na comunidade médica e científica de textos importados dos holandeses através de Nagasaki.
Em 1855, o Tokugawa bakufu estabeleceu o Bansho Shirabesho, um instituto de tradução e pesquisa de estudos ocidentais, incluindo uma seção para investigar a arte ocidental. Esta seção foi presidida por Kawakami Togai, cujo assistente Takahashi Yuichi era um estudante do artista inglês Charles Wirgman. Takahashi é considerado por muitos como o primeiro verdadeiro pintor de Yōga.
Em 1876, a Kobu Bijutsu Gakko (Escola de Arte Técnica) foi criada pelo governo Meiji no Japão como a primeira escola de arte dedicada a Yōga. Consultores estrangeiros, tais como o artista italiano Antonio Fontanesi, foram contratados pelo governo para ensinar os artistas japoneses, como Asai Chu nas mais recentes técnicas ocidentais.
Na década de 1880, em geral, a reação contra a ocidentalização e o crescimento em popularidade e força do movimento Nihonga causaram o declínio temporário do Yōga. A Kobu Bijutsu Gakko foi forçada a fechar em 1883, e quando a Tóquio Bijutsu Gakko (a precursora da Universidade Nacional de Belas Artes e Música de Tóquio) foi fundada em 1887, apenas disciplinas de Nihonga eram ensinadas.
No entanto, em 1889, a Meiji Bijutsukai (Sociedade de Belas Artes Meiji ) foi estabelecida por artistas de Yōga, e, em 1893, o retorno de Kuroda Seiki a partir de seus estudos na Europa, deu um novo impulso ao gênero. A partir de 1896, um departamento de Yōga foi adicionado ao currículo da Tokyo Bijutsu Gakko, e a partir desse momento, Yōga tem sido aceita como componente da pintura japonesa.
Desde aquela época, Yōga e Nihonga foram as duas principais divisões da  pintura japonesa moderna . Esta divisão está refletida na educação, montagem de exposições e identificação de artistas. No entanto, em muitos casos artistas de Nihonga também adotaram técnicas de pintura realista ocidental, tais como perspectiva e sombreamento. Devido a esta tendência a sintetizar, embora Nihonga forme uma categoria distinta dentro das exposições japonesas anuais Nitten , nos últimos anos, tornou-se cada vez mais difícil estabelecer uma separação nítida em técnicas ou materiais entre Nihonga e Yōga.

## Materiais
Yōga no seu sentido mais amplo, abrange a pintura a óleo, aquarelas, pastel, esboços à tinta, litografia, gravura e outras técnicas desenvolvidas na cultura ocidental. No entanto, em  um sentido mais limitado, Yōga é por vezes utilizado especificamente para se referir a pintura a óleo.